# Kohn Pedersen Fox
Kohn Pedersen Fox Associates (KPF) è uno studio di architettura statunitense che fornisce servizi d'interni, programmazione e pianificazione generale per clienti sia nel settore pubblico che in quello privato. KPF è una delle più grandi aziende di architettura del mondo ed è una delle più grandi di New York, dove ha sede ed è stata fondata nel 1976.
I progetti di KPF comprendono spazi civici e culturali, edifici per uffici commerciali, strutture di trasporto, complessi residenziali, strutture educative e istituzionali e diversi complessi commerciali a uso misto.
Nel 1996 la KPF ha realizzato e inaugurato il First Hawaiian Center a Honolulu alle Hawaii.
La KPF ha realizzato la One Jackson Square nel 2009 ed è stato l'architetto esecutivo per l'espansione e il rinnovamento del Museum of Modern Art di New York.